# Tournoi de tennis Queensland Hardcourt
Ne doit pas être confondu avec Tournoi de tennis Australian Hardcourt ou Tournoi de tennis de Brisbane.
Le tournoi de tennis Queensland Hardcourt ou Queensland Hardcourt Tennis Championships est une compétition de tennis féminin organisée jusqu'en 1967 dans la ville de Brisbane de l'État du Queensland en Australie.
À quelques semaines d'intervalle a lieu dans la même ville le Queensland Grass Court Championships qui devient en 1968 l'Open de Brisbane.
Un Hardcourt Champiosnhips sur ciment a également été organisé à Gold Coast, dans le même État, entre 1997 et 2008.

## Palmarès

### Simple
| No | Date       | Nom et lieu du tournoi                       | Catégorie | Dotation | Surface      | Vainqueure     | Finaliste    | Score         |         |
| -- | ---------- | -------------------------------------------- | --------- | -------- | ------------ | -------------- | ------------ | ------------- | ------- |
| 1  | 19-10-1960 | Queensland Hardcourt Championships, Brisbane |           | NC       | Terre (ext.) | Margaret Smith | Val Wicks    | 4-6, 6-1, 6-1 | Tableau |
| 2  | 13-10-1963 | Queensland Hardcourt Championships, Brisbane |           | NC       | Terre (ext.) | Margaret Smith | Robyn Ebbern | 7-5, 6-2      | Tableau |
| 3  | 30-10-1964 | Queensland Hardcourt Championships, Brisbane |           | NC       | Terre (ext.) | Margaret Smith | Robyn Ebbern | 6-3, 7-5      | Tableau |

### Double
| No | Date       | Nom et lieu du tournoi                      | Catégorie | Dotation | Surface      | Vainqueures                  | Finalistes                      | Score         |         |
| -- | ---------- | ------------------------------------------- | --------- | -------- | ------------ | ---------------------------- | ------------------------------- | ------------- | ------- |
| 1  | 19-10-1960 | Queensland Hardcourt Championships Brisbane |           | NC       | Terre (ext.) | Joan Gray Fay Muller         | Lorraine Coghlan Margaret Smith | 6-2, 6-1      | Tableau |
| 2  | 13-10-1963 | Queensland Hardcourt Championships Brisbane |           | NC       | Terre (ext.) | Jarrott Margaret Smith       | Fay Toyne Marlene Wicks         | 4-6, 6-1, 6-3 | Tableau |
| 3  | 30-10-1964 | Queensland Hardcourt Championships Brisbane |           | NC       | Terre (ext.) | Margaret Smith Lesley Turner | Robyn Ebbern Gordon             | 4-6, 6-3, 6-4 | Tableau |

### Double mixte
| No | Date       | Nom et lieu du tournoi                      | Catégorie | Dotation | Surface      | Vainqueures                 | Finalistes                 | Score    |         |
| -- | ---------- | ------------------------------------------- | --------- | -------- | ------------ | --------------------------- | -------------------------- | -------- | ------- |
| 1  | 13-10-1963 | Queensland Hardcourt Championships Brisbane |           | NC       | Terre (ext.) | Margaret Smith Blundell     | NC                         | NC       | Tableau |
| 2  | 30-10-1964 | Queensland Hardcourt Championships Brisbane |           | NC       | Terre (ext.) | Margaret Smith Ken Fletcher | Owen Davidson Robyn Ebbern | 6-4, 9-7 | Tableau |